# 松岡義和
松岡 義和（まつおか よしかず、1938年 – ）は、日本の劇作家。画家。教育者。市立名寄短期大学元学長。北海道常呂郡訓子府町出身。

## 履歴
1956年北海道北見柏陽高等学校卒業。1960年日本大学芸術学部卒業。同年、小清水町立中学校美術教諭。その後、紋別市立潮見中学校美術教諭、北見市立富里中学校美術教諭などを経て、1994年市立名寄短期大学生活科学科教授。1996年市立名寄短期大学学生部長。2002年市立名寄短期大学学長に就任。2006年市立名寄短期大学退官。同名誉教授。現在、大空町図書館長。芸術教育の会会長。北海道手作り絵本の会会長。

## 受賞歴
- 日本児童演劇協会地域児童文化功労賞（1987年）
- 北海道民間教育団体連絡会石附賞（1989年）

## 著書
- 『教師から母親に』芸術教育研究所編　鳩の森書房 1976
- 『宮沢賢治北紀行』北海道新聞社 1996
- 『乳幼児の絵画指導 : スペシャリストになるための理論と方法』芸術教育研究所監修　黎明書房 2007
- 『鬼学 : Oni-ology』今人舎 2008
- 『日本の神さま絵図鑑』松尾恒一監修　ミネルヴァ書房　2012